# Bamberg

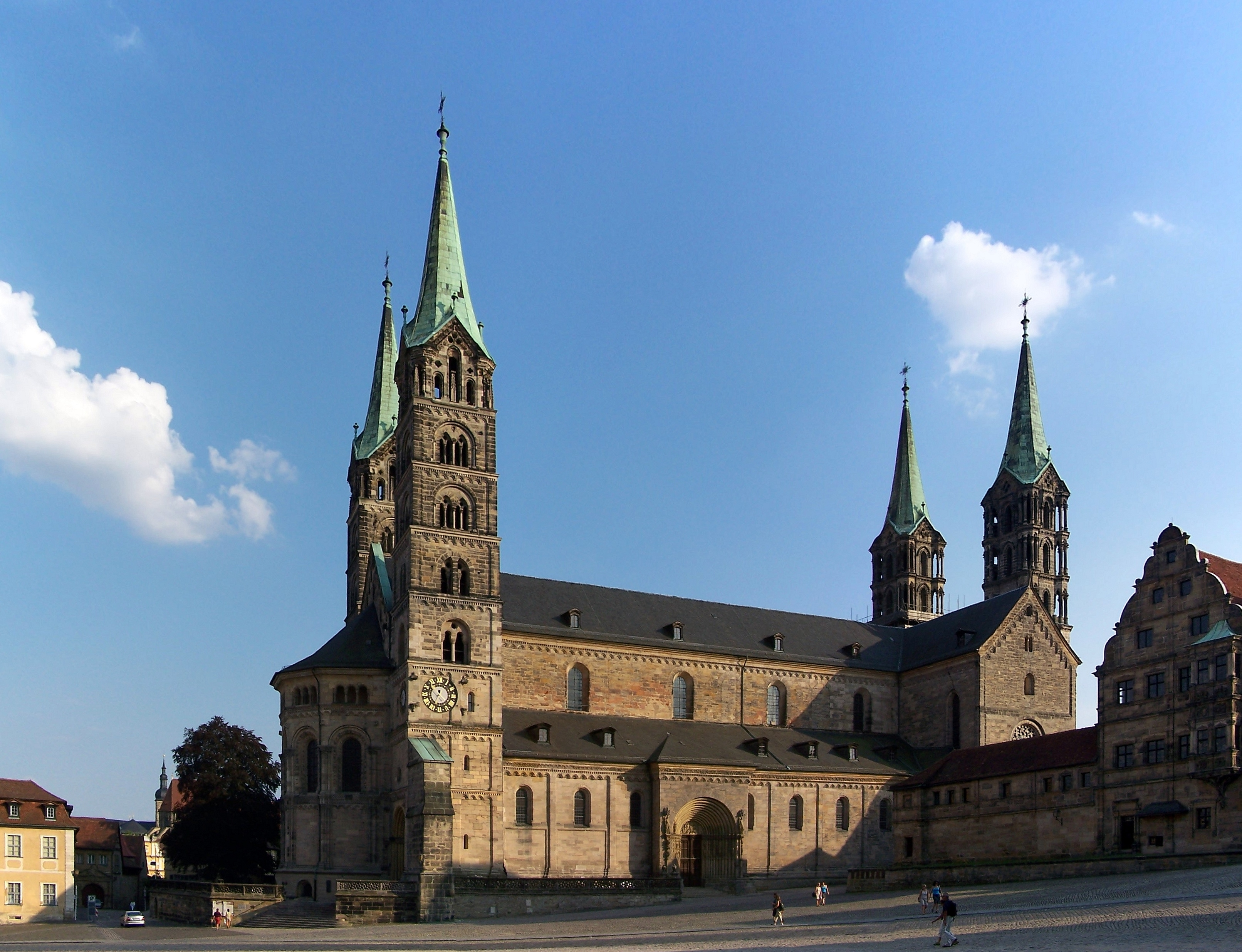
Katedra w Bambergu

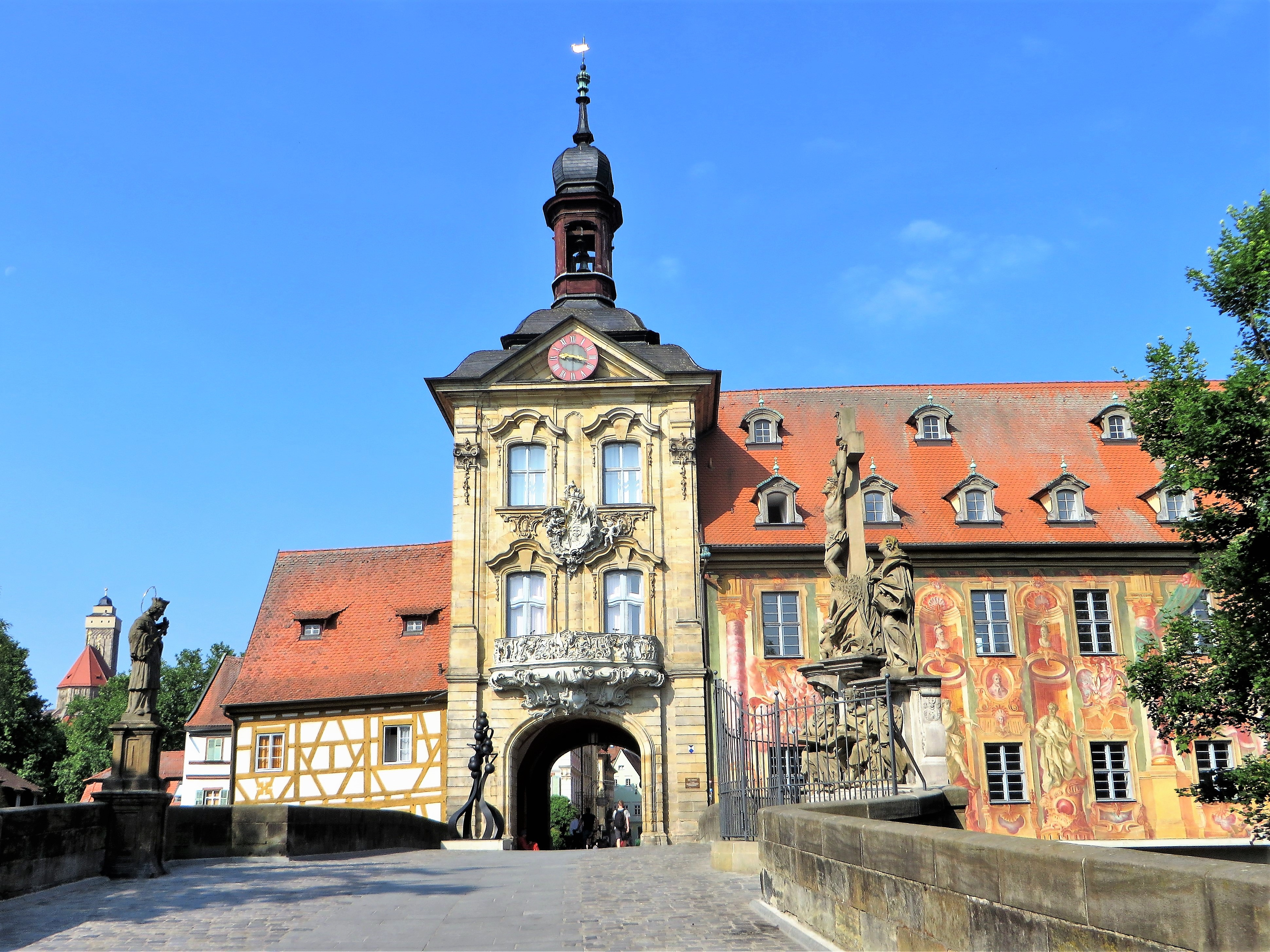
Dawny ratusz w Bambergu

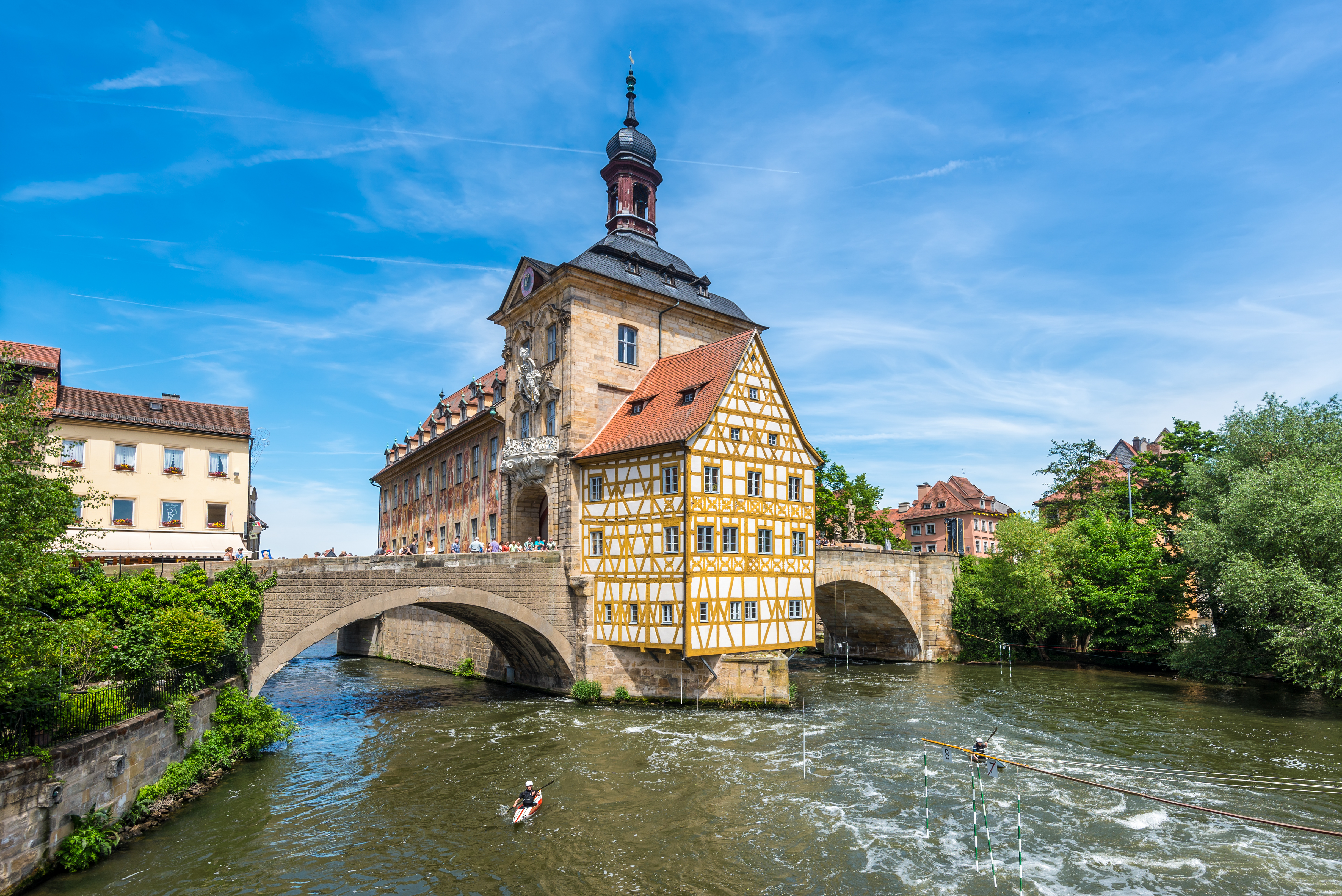
Dawny ratusz w Bambergu

Bamberg – miasto na prawach powiatu w Niemczech, w kraju związkowym Bawaria, w rejencji Górna Frankonia, siedziba regionu Oberfranken-West oraz powiatu Bamberg (do którego nie należy). Leży nad rzeką Regnitz, która w odległości około 7 km od centrum miasta dwoma ramionami uchodzi do Menu.

## Nazwa
Prawdopodobnie pierwsza wzmianka o Bambergu pochodzi z 902 roku, z kroniki Regina z Prüm, gdzie wspomniano o grodzie lub obozie wojskowym (castrum) Babenberh, skąd wschodniofrankijski możnowładca Adalbert oraz jego bracia Adalhard i Henryk wyruszyli na bitwę z braćmi Eberhardem, Gebehardem i Rudolfem. W dokumencie z 973, dotyczącym przekazania grodu księciu bawarskiemu Henrykowi II Kłótnikowi przez Ottona II, zapisano jego nazwę w formie Papinberc. W kolejnych latach nazwa miejscowości notowana była w formach Babinberg (976), Babenberge (985), Babenberc (1002), Bomberg (1003). Babenberg (1007), Pabunberg (1007–1014), Babunberch (1020), Bavenberc (1021), Bauenberg (1035), Mons Pavonis Babenberc (ok. 1070), Babenberch (1138), Babemberg i Bamberc (1157), Bamberc i Bamberg (1174). Na przestrzeni lat dokonała się asymilacja nb > mb, zaś sekwencja głoskowa -abe- uległa kontrakcji i przekształciła się w długie ā, skrócone z czasem do a.
Najwcześniejsze zapiski dotyczące znaczenia nazwy pochodzą z XI wieku. Odnotowana wówczas nazwa Bavoberch przekładana jest jako ‘góra Bavona’. W Chronica Boemorum Kosmasa podano, że nazwa pochodzi od imienia Pabo, które nosił właściciel miejscowości, zaś wraz z członem -berk oznacza ‘górę Pabona’. W XII wieku nazwę wywodzono od imienia Baba. W zapiskach z XIV wieku przytoczono historię o tym jak cesarz Henryk wzniósł zamek na górze, którą kupił od człowieka zwanego Pabo i nazwał twierdzę jego imieniem. W źródłach XVI-wiecznych pojawiła się hipoteza, że miano pochodzi od wyrazu Pfaffe ‘osoba duchowna’, które w dialekcie saksońskim wymawiane było jako Pape. W publikacji z 1658 wysnuto – w oparciu o dawne zapisy (Mons Pavonis, Pavonis montem) – przypuszczenie, że nazwa miejscowości jest proweniencji łacińskiej i bierze się od słowa pavo ‘paw’. Językoznawcy są zgodni co do drugiego członu nazwy -berg, że ma on charakter nazwy topograficznej wywodzącej się od staro-wysoko-niemieckiego berg, berch, berc ‘góra, wzgórze’. Pierwszy człon uznaje się najczęściej za pochodzący od nazwy osobowej Babo, Pabo, Bavo, Pabo, Papo, która mogła być formą skróconą imienia Adalbert. Za prawdopodobne uważa się także założenie, że człon ten wywodzi się od żeńskiej nazwy osobowej Baba, Paba.
W łacinie najczęściej spotykanymi formami były Bamberga, Babeberga, Papeberga. Forma „Bamberga” stosowana jest także w języku polskim, najczęściej w odniesieniu do wydarzeń i postaci historycznych (np. Otto(n) z Bambergi, Jan z Bambergi). Frekwencja tej formy znacząco zmalała na przełomie XIX i XX wieku, kiedy to dawne nazwy utworzone w wyniku adaptacji nazw w postaci łacińskiej z zakończeniem -a lub -ja zaczęły być wypierane przez formy oryginalne.

## Historia
W 963 Otton I uwięził tu Berengara i przetrzymywał aż do jego śmierci w 966. W 1007 król Henryk II założył w Bambergu biskupstwo, przy którym w XI wieku powstała szkoła przykatedralna. Nauczali w niej wybitni humaniści średniowiecza, między innymi Durand z Leodium, William z Ebersbergu i Ezzo z Bambergu.
W 1647 szkołę przekształcono w Akademię Ottona, a w 1773 w istniejący do dziś uniwersytet. Od XV wieku miasto posiadało autonomię na prawach republiki miejskiej, nie uzyskało jednak uprawnień wolnego miasta Rzeszy. Jako siedziba niezależnego biskupstwa Bamberg pozostał katolicki w okresie reformacji. Niezależne państewko biskupie istniało do czasów napoleońskich. W 1803 przeszło – w ramach procesu mediatyzacji – na własność królów Bawarii, a po I wojnie światowej stało się integralną częścią Niemiec. W czasie II wojny światowej uniknęło zniszczeń, dzięki czemu zachowało wiele zabytków ze wszystkich epok historycznych i niezaburzony układ przestrzenny.

### Fabryka amunicji Bamberg („Muna”)
W czasie I wojny światowej, w 1917, wybudowano fabrykę amunicji Bamberg („Muna”). Podczas II wojny światowej została ona reaktywowana i rozbudowana. W 1945 odkryto ją wraz z 67 budynkami, w większości bunkrami pełnymi amunicji. Każdy z bunkrów miał pojemność magazynowania 60 ton materiałów wybuchowych. W kwietniu 1945, 10 dni po wejściu amerykańskich sił do Bambergu, 2nd Platoon i 33rd Chemical Decontamination Company zdobyły fabrykę amunicji. Zdecydowano, że obiekt pozostanie pod administracją amerykańską.

## Zabytki
- archikatedra św. Piotra i św. Jerzego (romańsko-gotycka). Znajdują się w niej, między innymi, rzeźba Jeździec bamberski (pierwsza monumentalna statua konna od czasów starożytnych), grobowiec papieża Klemensa II, ołtarz Wita Stwosza.
- romańskie opactwo benedyktyńskie (niem. Michelsberg; 1015)
- barokowy pałac biskupi (XVIII wiek)
- Biblioteka Państwowa w Bambergu

Średniowieczne stare miasto bamberskie zostało w 1993 wpisane przez UNESCO na listę światowego dziedzictwa kulturowego.

## Gospodarka
Bamberg stanowi ważny węzeł kolejowy i żeglugi śródlądowej (początek Kanału Ren–Men–Dunaj). W mieście tym istnieje przemysł elektrotechniczny, włókienniczy, obuwniczy, oponiarski, piwowarski.
W Bambergu funkcjonuje znana w Europie słodownia Malzfabrik Michael Weyermann oraz dziewięć browarów. Najbardziej znany browar to Heller, warzący piwo dymione ze słodu wędzonego pod marką Schlenkerla. Na uwagę zasługuje też browar Spezial, działający od 1536.

## Związki z Polską
- W 1121 biskup Otton z Bambergu rozpoczął misję chrystianizacyjną na Pomorzu Zachodnim.
- Z Bambergu i jego okolic pochodzili niektórzy niemieccy koloniści osiedlający się w Wielkopolsce – stąd nazwa „bambrzy”.

## Współpraca
Miejscowości partnerskie:

- Baunach (Niemcy)
- Bedford (Wielka Brytania)
- Feldkirchen in Kärnten (Austria)
- Hallstadt (Niemcy)
- Nagaoka (Japonia)
- Opawa (Czechy)
- Ostrzyhom (Węgry)
- Praga (Czechy)
- Rodez (Francja)
- Villach (Austria)